# 125 Korpus Strzelecki (ZSRR)
125 Korpus Strzelecki (ros. 125 стрелковый корпус) – wyższy związek taktyczny Armii Czerwonej.
125 Korpus Strzelecki został sformowany w 1944. W czasie walk na ziemiach polskich dowodzony był przez gen. por. Andrieja Andriejewa. Uczestniczył m.in. w złamaniu oporu armii niemieckiej w Radziejowie, przyczyniając się do zakończenia władzy III Rzeszy na tym terenie. Szlak bojowy 125 Korpusu Strzeleckiego prowadził z Kowla przez: Włodawę, Stoczek Łukowski, Aleksandrów Kujawski i Złotów, a zakończył się udziałem w operacji berlińskiej, w czasie której 125 KS wchodził w skład 47 Armii.

## Dowódcy korpusu
- gen. mjr Fieofan Parchomienko (15.01.1944 – 27.03.1944)
- gen. mjr Michaił Filipowski (28.03.1944 – 26.04.1944)
- gen. mjr Iwan Kuzmin (27.04.1944 – 18.12.1944)
- gen. por. Andriej Andriejew (19.12.1944 – 09.05.1945)[2]

## Struktura organizacyjna
Stan 1 marca 1944:
- 60 Dywizja Piechoty
- 175 Dywizja Piechoty
- 260 Dywizja Piechoty

Skład 16 kwietnia 1945:
- 60 Dywizja Piechoty
- 76 Dywizja Piechoty
- 175 Dywizja Piechoty